# Karlstor (Heidelberg)

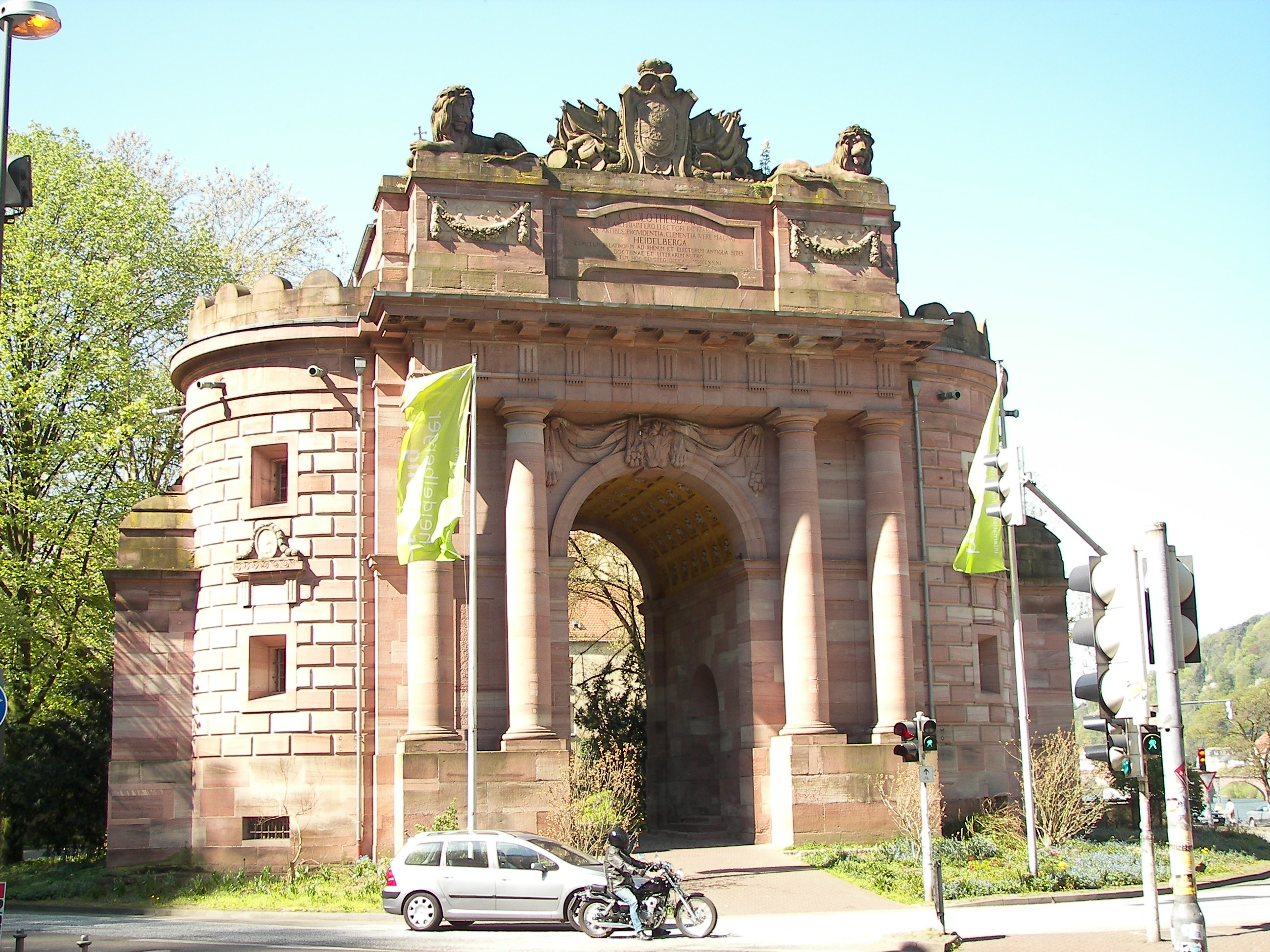
Cara este de la Karlstor

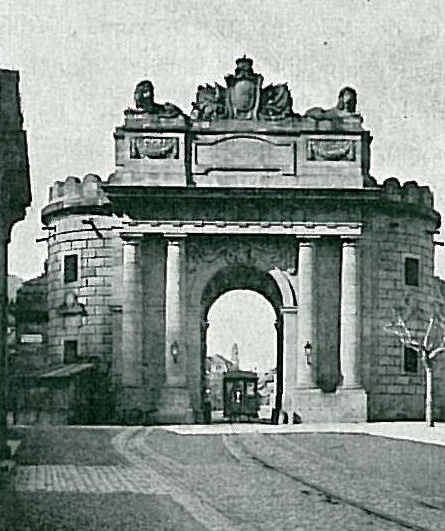
Karlstor en el año 1895

La Karlstor ("Puerta de Carlos") es un edificio histórico de la ciudad de Heidelberg. Delimita el extremo oriental del casco antiguo de Heidelberg.

## Historia
La Karlstor fue erigida entre los años 1775 al 1781. Reemplazó la Innere Obertor ("Puerta superior interior") también conocida como Jakobspforte (portillo de Santiago), que se encontraba a la altura de la Hauptstraße 231 (cf. la placa conmemorativa allí ubicada). La Karlstor fue originariamente concebida como un regalo de agradecimiento de los habitantes de la ciudad de Heidelberg al príncipe elector Carlos Teodoro. No obstante los habitantes de Heidelberg protestaron por la duración de las obras y los elevados costes de construcción.
El entorno de la Karlstor fue renovado en agosto de 1985. En 1991 fue restaurada por el importe de 620 000 marcos alemanes.

## Arquitectura
El arquitecto Nicolas de Pigage le dio a la Karlstor la forma de un arco del triunfo romano. El diseño exterior junto con los trabajos escultóricos fueron llevados a cabo por Peter Simon Lamine. Se puede apreciar en la cara este de la puerta el blasón del príncipe elector. Está flanqueado por dos leones. En la cara oeste se encuentra el retrato del príncipe elector Carlos Teodoro así como de su consorte.